# 윤덕만
윤덕만(1988년 2월 12일~)은 대한민국의 전직 스타크래프트2 프로게이머이다. 프로토스 종족을 사용하며, 아이디는 SlayerS_Ven이다.
이름보다 예전에 주로 쓰던 아이디인 싸커(Soccer)로 불리는 경우가 많다.

## 프로게이머 생활
2009년 8월 위메이드 폭스에 입단하였다.
이후 2011년 8월 22일 위메이드 폭스 해체 이후 SlayerS팀에 입단해 스타크래프트2 프로게이머로 전향하였다. 2012년 10월 Slayers 해체 직후 은퇴하였다.

## 수상 경력
- 2010 IeSF 2010 우승
- 2010 StarsWar 우승
- 2009 ESWC Open Game 2009 3위
- 2009 블리즈컨 2009 3위
- 2008 아프리카 워크래프트3 리그(AWL) 시즌1 우승
- 2008 아프리카 워크래프트3 리그(AWL) 왕중왕전 우승